# Осипне грознице
Осипне грознице су група инфективних болести које се одликују повишеном температуром и појавом оспе као сталним и карактеристичним знаком.

## Оспа
Оспа је промена која се јавља на кожи целог тела или већег дела коже. Оспа на слузокожама назива се анантем и јавља се обично пре егзантема, али раније и ишчезава. Оспа може да буде:
- Дифузна (код шарлаха), ако се између ње не види здрава кожа. На еритематозној основи види се ситна тачкаста оспа.
- Местимична (код морбила), Када између оспи постоји површина здраве коже, која изгледа као да је попрскана црвеном бојом.

Када се говори о оспи треба знати:
- да ли се налази на карактеристичним местима (на косматом делу главе, на лицу, на длановима, на табанима),
- начин ширења и место где се прво појавила (да ли избија одједном или у таласима), да ли избија по реду или без реда,
- Изглед оспе (униформна, полиформна и др.),
- Да ли има више оспе на откривеним деловима или по трупу,
- да ли са ишчезавањем оспе долази до перутања, хиперпигментације или настају ожиљци.

Најпознатије осипне грознице су:
- овчије богиње,
- мале богиње,
- шарлах (лат. scarlatina),
- црвенка (лат. rubella).

## Овчије богиње
Варичела је акутна инфективна болест из групе осипних грозница, спорадичног карактера. Клинички се манифестује благим симптомима инфекције и појавом карактеристичне оспе.

### Етиологија
Узрочник је вирус варичеле који може изазвати и обољење херпес зостер. Веома је отпоран у спољашњој средини. Инкубација у просеку траје око две недеље. Путеви ширења су ваздух и директан контакт. Епидемиолошке карактеристике су да је то углавном обољење дечијег узраста са тенденцијом чешће појаве зими и у рано пролеће.

### Клиничка слика
Варичела пролази кроз три стадијума:
1. катарални,
2. осипни и
3. стадијум отпадања круста.

Катарални стадијум се манифестује општим симптомима - повишеном температуром, малаксалошћу, анорексијом, главобољом. Овај стадијум је обично слабо испољен и кратко траје- два до три дана.
Осипни стадијум се одликује појавом полиморфне оспе и енантемом. Оспа је местимична у налетима без реда. Локализује се на свим деловима коже, укључујући и лице. Осипни стадијум варичеле траје 6-7 дана.
Стадијум отпадања курста се одликује општим и субјективним побољшањем и отпадањем круста.

### Дијагноза
Дијагноза варичеле се поставља на основу:
- клиничке слике
- епидемиолошких података
- лабораторијске потврде дијагнозе.

### Лечење
Лечење варичеле састоји се из општих мера и симптоматске терапије. Опште мере су:
- Изолација до отпадања круста и
- мировање за време фебрилности

Симптоматска терапија:
- антипиретици
- код деце луминалете превентивно због конвулзија.

### Заштита
Заштитне мере против варичеле су слабо ефикасне, а састоје се у изолацији оболелих. Имунитет после прележане болести је солидан.

## Мале богиње
Мале богиње су веома контагиозно обољење из групе осипних грозница ендемо-епидемичног карактера.

### Етиологија
Узрочник обољења је вирус морбила који је веома неотпоран у спољњој средини и брзо угине.

### Епидемиологија
Инкубација морбила најчешће траје 9-11 дана. Извор инфекције је искључиво оболела особа. Болесници су заразни 5 дана пре појаве оспе и 5 дана после. Путеви ширења су због слабе отпорности вируса Флигеове капљице или директан контакт. Имунитет после прележане болести је трајан и солидан.

### Клиничка слика
Клиничка слика има три стадијума:
- катаралн,
- осипни и
- реконвалесцентни.

Катарални стадијум - Карактеристични знаци тог стадијума су:повишена температура, карактеристичне промене на слузокожи и анантем.Тај стадијум траје неколико дана. Настаје постепено, повишеном температуром, конјунктивитисом, сувим кашљем, промуклим, храпавим гласом и малаксалошћу.Лице болесника је уплакано, очи црвене, ждрело црвено са енантемом, у катаралном стадијуму понекад се јављају црвенило, поремећаји и јака узнемиреност, а код деце грчеви као и бесвесност. У овом стадијуму на слузокожи образа могу да се јаве у висини кутњака ситне беличасте мрље, такозване Копликове мрље. При крају овог стадијума температура се спушта на нормалу.
Осипни стадијум - После снижења температуре и извесног побољшања настаје поновни скок температуре, погоршавање постојећих симптома прати избијање местимичне оспе. Оспа најпре избија иза ушију, захвата лице, понекад и космати део главе, а затим по врату, прсима, рукама, длановима а на крају захвата и ноге. Избијање оспе траје око 48 сати и прати га погоршање катаралних и општих симптома. Када се оспа појави по целом телу ако нема компликација или удружених инфекција, температура убрзо пада на нормалу, а оспа брзо почиње да бледи и нестаје истим редом којим се појавила. Ишчезавањем оспе настаје приметно побољшање а повлаче се и преостали симптоми.
Реконвалесцентни стадијум - тај стадијум траје различито, у зависности од тежине клиничке слике карактеришу га ишчезавање свих симптома и опоравак изнуреног и ослабљеног организма.

### Компликације
Болест често прате компликације које настају дејством самог вируса морбила или због удружених инфекција. Анергија- смањење отпорности организма, један је од значајних фактора који доприноси појави компликација. Међу компликацијама најзначајније су плућне и компликације на ЦНС-у.

### Дијагноза
Дијагноза морбила поставља се на основу:
- клиничке слике,
- епидемиолошких података,
- лабораторијске потврде дијагнозе.

### Лечење
Терапија морбила се састоји од општих мера и симптоматске терапије. То су:
- изолација за време катаралног стадијума и недељу дана по појави оспе,
- мировање за време фебрилног стадијума,
- брисање очију физиолошким раствором при јаче израженом конјуктивитису.

### Заштита
Превентивне мере код морбида састоје се од општих и специфичних мера. Опште мере су као и код других капљичних инфекција неефикасне. Специфичне мере се састоје од активне (вакцинација) и пасивне заштите.

## Црвенка
Црвенка је блага вирусна сепса из групе осипних грозница.

### Етиологија
Узрочник рубеоле је вирус рубеоле. Вирус се код оболелих налази у крви, носно-ждрелној слузи.

### Епидемиологија
Извор инфекције је искључиво болесник и то у првим данима обољења. Путеви ширења искључиво директан контакт и Флигеове капљице. Инкубација траје обично две до три недеље. Рубеола је углавном болест епидемијског карактера са високим индексом клиничке манифестације. Показује сезонски карактер, зима - рано пролеће. Најчешће обољевају деца и млађе особе.

### Клиничка слика
Катарални стадијум који код мале деце изостаје код одраслих особа је благ и краткотрајан. Одликује се повишеном температуром, понекад кијавицом и благим кашљем, конјунктивитисом и појавом анантема.
Осипни стадијум рубеоле праћен је карактеристичним увећањем лимфних жлезда које могу остати увећане две до три недеље. Увећање ждрела је понекад праћено и увећаном слезином.
Стадијум реконвалесценције се одликује ишчезавањем температуре и оспе и увећаним лимфним жлездама.

### Компликације
- Ангина,
- otitis media,
- бронхопнеумонија,
- тромбоцитопенија или артритис

### Дијагноза
Дијагноза рубеоле представља се на основу:
- Клиничке слике
- Епидемиолошких података
- Лабораторијске потврде дијагнозе

У лабораторијска испитивања спадају: изолација вируса из крви, пљувачке, столице или мокраће, која није још рутинска, доказивање неутралишућих антитела, тест инхибиције хемаглутинације, доказивање антитела која везују комплемент.

### Лечење и заштита
Терапија рубеоле је симптоматска, а компликације се лече одговарајућим средствима. Кортикостероиди и трансфузија крви се примењује у лечењу енцефалитиса.
Превентивне мере састоје се од општих и специфичних мера. Опште мере су неефикасне. Специфичне мере су активна заштита - вакцинација и пасивна заштита.

## Шарлах
Шарлах је инфективна болест из групе осипних грозница. Болест је ендемичног или епидемичног карактера. Клинички се манифестује ангином, ређе неком другом локалном инфекцијом, карактеристичним осипом, перутањем и могућношћу настајања карактеристичних компликација.

### Етиологија
Узрочник обољења је пиогени стрептокок из групе А, који лучи еритрогени токсин. Веома је опасан у спољашњој средини.

### Епидемиологија
Инкубација је кратка(два до пет дана). Извор инфекције су болесници од неке болести из групе стрептокока. Путеви ширења су различити: капљични аерогени, прашина као и директан и индиректан контакт.
Епидемиолошке карактеристике- шарлах је обољење ендемско-епидемичног карактера.

### Клиничка слика
Пролази кроз четири стадијума:
- инвазиони,
- осипни,
- празан и
- стадијум перутања - реконвалесцентни

Инвазиони стадијум - почиње нагло карактеристичним тријасом: температуром, болом у грлу и иницијалним повраћањем то јест повраћањем на почетку болести. Температура је повишена, грло хиперемично, тонзиле повећане обично са појавом гнојних чепића. На слузокожи меког непца налази се енантем. Повраћање, које у почетку увек прати шарлах, често је праћено боловима у трбуху, обично у пределу апендикса.Овај стадијум траје 1-2 дана.
Осипни стадијум - се одликује појавом шарлахне оспе, која избија брзо обично у току неколико сати. Оспа је дифузна и ишчезава на притисак, ако није хеморагична. Има је по целом телу, осим по лицу, косматом делу главе, длановима и табанима. Кожа покривена осипом је сува, храпава и помало сврби. Са појавом оспе погоршавају се остали симптоми.
Празан период - је назван тако јер нема никаквих симптома ни знакова, осим тахикардије и Пастијиног знака.
Стадијум перутања - се одликује тиме што кожа шарлахног болесника почиње да се перута, уз опште добро стање. Најпре се перутају лице, врат и труп а затим дланови и табани, на којима је перутање обилно, јер је кожа тврда и дебела.

### Компликације
- Бактеријске ( lat. otitis media, lymphadenitis coli, sinusitis pansinusitis)
- Токсичне ( рани нефритис, токсични миокардитис, реуматоид)
- Токсо-алергијске компликације ( акутни гломерулонефритис, реуматска грозница)

### Дијагноза
Поставља се на основу:
- клиничке слике,
- епидемиолошких података и
- лабораторијске потврде података

### Лечење и заштита
Лек избора је пеницилин, у трајању од 10 дана.
Превентивне мере код шарлаха састоје се од општих и специфичних. Опште мере су исте као и код других капљичних инфекција, али неефикасне. Специфичне мере су с обзиром на то да вакцина не постоји, хемипрофилакса. Имунитет после прележаног шарлаха је солидан.